# Fritz Bauer (Radsportler)

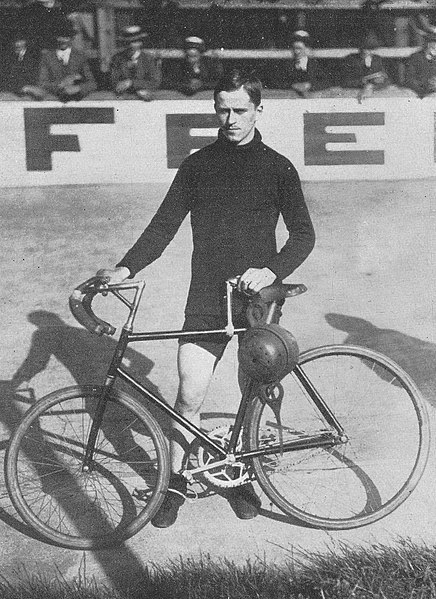
Fritz Bauer (1915)

Fritz Erich Bauer (* 9. Februar 1893 in Charlottenburg; † 10. Dezember 1982 in Berlin) war ein deutscher Radrennfahrer.

## Leben
Fritz Bauer war von 1912 bis 1933 Profi-Radrennfahrer, nachdem er 1909 als Amateur mit dem Radsport begonnen hatte. Auf der Straße errang er zunächst hauptsächlich Podiumsplätze, wie bei Wien–Berlin 1912 und 1914 (Zweiter), Rund um die Hainleite 1913 (Zweiter), die deutsche Straßenmeisterschaft 1913 (Dritter) und bei Rund um Berlin 1913 (Dritter). 1915 gelang ihm sein erster Erfolg mit dem Sieg bei Berlin–Cottbus–Berlin, das er 1916 ein zweites Mal gewann. Den zweiten Platz bei der Fernfahrt von Wien nach Berlin im Jahr 1912 hinter Franz Suter betrachtete Bauer später als sein schönstes Rennen, da es ihm gelang, trotz schlechter Form mit großem Willen diese Platzierung zu erreichen. Nach eigenem Bekunden hätte er seine Laufbahn als Straßenfahrer beendet, wenn er bei diesem Rennen enttäuscht hätte.
Bauer startete auch bei 19 Sechstagerennen, von denen er zwei in Berlin gewann: 1922 mit Karl Saldow und 1923 mit Oskar Tietz. 1926 und 1929 wurde er jeweils Dritter der Deutschen Meisterschaft im Steherrennen. Seine Steher-Laufbahn hatte er schon vor dem Ersten Weltkrieg mit seinem Bruder Max (* 6. Juli 1886) als Schrittmacher begonnen. Max Bauer verunglückte 1916 tödlich auf der Radrennbahn Treptow. Als Steher konnte Fritz Bauer das Goldene Rad von Berlin (ausgetragen in Treptow) von 1916 bis 1919 gewinnen. Den Sieg von 1916 schätzte er selbst als ebenso wertvoll ein wie seinen zweiten Platz beim Rennen von Wien nach Berlin 1912. Das Goldene Rad von Erfurt gewann er 1928.
Noch nach 1945 bestritt Bauer Rennen als „Altersfahrer“. Im Alter von 55 Jahren trat 1948 er bei dem Jubiläumsrennen des Goldenen Rads auf der Radrennbahn Neukölln an. Im Jahr darauf startete er bei einem Rundstreckenrennen in Berlin.

## Berufliches
Nach seiner Karriere arbeitete Bauer als Vertreter in der Textilbranche.